# Champagne-sur-Vingeanne
Champagne-sur-Vingeanne település Franciaországban, Côte-d’Or megyében. Lakosainak száma 313 fő (2022. január 1.). Champagne-sur-Vingeanne Lœuilley, Renève, Beaumont-sur-Vingeanne, Blagny-sur-Vingeanne, Oisilly, Autrey-lès-Gray és Broye-les-Loups-et-Verfontaine községekkel határos.

## Népesség
A település népességének változása:
| Lakosok száma | 304  | 233  | 241  | 242  | 301  | 310  | 315  | 311  | 309  | 313  |
|               | 1968 | 1982 | 1990 | 2006 | 2013 | 2015 | 2017 | 2019 | 2020 | 2022 |